# Zooplankton
Zooplankton (životinjski plankton), sićušni životinjski organizmi koji lebde ili se ograničeno kreću u vodi, nošeni strujama i valovima. Biljni (fitoplankton) i životinjski (zooplankton) zajednički se nazivaju planktonom. 
U zooplankton pripadaju trepetljikaši (Ciliophora; Ciliata), bičaši (Flagellata), zrakaši (Radiolaria), rebraša (Ctenophora), i neki krednjaci (Foraminifera) i spužve (Porifera) kao i neki razvojni stadiji mahovnjaka (Bryozoa) i žarnjaka (Cnidaria); niži rakovi (račići) koji su nekada nazivani Entomostraca. Račići Copepoda (veslonošci) značajna su hrana ribama a svjetleći račići Euphausiacea, poznati i kao svjetlari ili kril, glavna su hrana kitova.

## Galerija
- Ctenophora
- planktonski račići
- mikroskopski zooplankton